# Segundo escolasticismo
El segundo escolasticismo, también llamado escolasticismo moderno, es el período de resurgimiento del sistema escolástico de filosofía y teología en los siglos XVI y XVII. La cultura científica de esta corriente superó a la original en número de defensores, amplitud de alcance, complejidad analítica, sentido de la crítica histórica y literaria y en su volumen de producción, la cual ha sido hasta ahora escasamente explorada.

## Escotismo y Tomismo
A diferencia de la primera, una característica típica de la Segunda escolástica fue el desarrollo de escuelas de pensamiento, desarrollando la herencia intelectual de su "maestro" original. Del escolasticismo original sobrevivían en el siglo XVI el Escotismo y el Tomismo. Entre los escotistas, pertenecientes en su mayoría a las distintas ramas de la Orden Franciscana, se encontraban los italianos Antonio Trombetta, Bartolomeo Mastri, Bonaventura Belluto; el francés Claude Frassen, los emigrantes irlandeses Luke Wadding, John Punch y Hugh Caughwell; y los alemanes Bernhard Sannig y Crescentius Krisper.
Los tomistas estaban representados habitualmente por los íberos en las órdenes dominicana y carmelita. Entre ellos se encuentran Tomás Cayetano, Francisco Silvestre de Ferrara, Domingo de Soto, Domingo Báñez, Juan de Santo Tomás, los Complutenses y otros.

## En el ámbito católico
La escolástica jugó un papel importante durante la Contrarreforma, un movimiento dentro de la Iglesia católica que surgió en respuesta a la Reforma Protestante del siglo XVI. Durante este período, que abarca aproximadamente desde mediados del siglo XVI hasta mediados del XVII, los pensadores escolásticos hicieron varias contribuciones importantes en los ámbitos teológico y filosófico para reforzar la posición de la Iglesia católica. Algunos de estos aportes incluyen: La defensa de la Tradición Católica, la Escolástica, en la Contrarreforma, enfocada en defender y preservar la tradición católica frente a los desafíos planteados por la Reforma Protestante. Los escolásticos defendieron la autoridad de la Iglesia y la tradición en la interpretación de las Escrituras, en contraste con las interpretaciones individualistas promovidas por algunos reformadores protestantes.
Clarificación doctrinal: los pensadores escolásticos trabajaron para clarificar las doctrinas católicas, proporcionando explicaciones detalladas y sistemáticas sobre cuestiones teológicas clave. Esto implicó la elaboración de tratados teológicos y la sistematización de la teología católica, contribuyendo a fortalecer la coherencia interna de las enseñanzas de la Iglesia. Controversias teológicas: la escolástica durante la Contrarreforma abordó varias controversias teológicas que surgieron en el contexto de la Reforma.
Por ejemplo, se centró en debates sobre la justificación, la gracia y los sacramentos, presentando argumentos que respaldaban las posiciones católicas y refutaban las objeciones protestantes. Desarrollo de la Filosofía y la Teología Moral: Los escolásticos contribuyeron al desarrollo de la filosofía y la teología moral. Exploraron cuestiones éticas y morales dentro de un marco filosófico, buscando brindar orientación ética y moral en un contexto donde las prácticas y enseñanzas católicas estaban siendo cuestionadas. Apoyo a la educación católica: Muchos pensadores escolásticos estuvieron asociados a instituciones educativas católicas, como la Universidad de Salamanca, la Universidad de Alcalá, la Universidad de Coimbra o la Universidad de Lovaina, donde impartieron y promovieron la educación católica.
La formación de sacerdotes y eruditos católicos se consideraba esencial para contrarrestar las ideas reformadas y mantener la ortodoxia católica. En resumen, el escolasticismo jugó un papel crucial en la Contrarreforma al ofrecer una defensa intelectual y sistemática de la fe católica, abordar controversias teológicas y contribuir al desarrollo de la teología y la filosofía dentro del marco católico. Estos esfuerzos ayudaron a consolidar y fortalecer la posición de la Iglesia Católica durante un período de desafíos importantes.
El surgimiento de la segunda escolasticidad durante el Renacimiento en la Universidad de Salamanca estuvo muy determinado por la influencia de Francisco de Vitoria y de la orden dominicana, que durante la primera mitad del siglo XVI dotó a la Segunda Escolasticidad de algunas figuras principales, como el ya mencionado Francisco de Vitoria, así como Domingo de Soto, y una orientación centrada en el derecho, la economía, la teología y otras disciplinas académicas que vinculaban la escolástica con temas y problemas más propios de las sociedades modernas.
La influencia intelectual de la segunda escolástica se vio aumentada con el establecimiento de la Compañía de Jesús, por Ignacio de Loyola en 1540, con la aprobación del Papa Pablo III. Los "jesuitas" son considerados una tercera "escuela" de la segunda escolástica, aunque esto se refiere más al estilo común de trabajo académico que a alguna doctrina común. Las figuras importantes incluyen a Pedro da Fonseca, Antonio Rubio, los conimbricenses, Robert Bellarmine, Francisco Suárez, Luis de Molina, Gabriel Vásquez, Pedro Hurtado de Mendoza, Rodrigo de Arriaga, Thomas Compton Carleton y muchos otros. El trabajo intelectual y didáctico conjunto entre jesuitas y dominicos en el marco de la Contrarreforma contribuyó a difundir las ideas de la segunda escolástica por el Nuevo Mundo y Europa, donde las órdenes, apoyadas por monarquías y autoridades locales, fundaron academias, seminarios, universidades. dirigiendo también numerosas universidades de prestigio de la época.
Junto a estos autores más ortodoxos en lo que a la corriente escolástica se refiere, también hay que destacar el pensamiento de otros filósofos cercanos a la escolástica que experimentaron con nuevas ideas, pensadores "independientes" como Sebastián Izquierdo, Juan Caramuel y Lobkowicz, Kenelm Digby, Raffaello Aversa, etc., que mezclaron las ideas de la segunda escolástica con las nuevas ideas de la Ilustración.

## En el ámbito protestante
El escolasticismo, como tradición filosófica y teológica predominante en la Edad Media, influyó de diversas maneras en el contexto de la Reforma Protestante del siglo XVI. Aunque los reformadores a menudo criticaron el escolasticismo en su búsqueda de regresar a las fuentes bíblicas, se pueden identificar algunas contribuciones importantes de esta tradición a la Reforma: el escolasticismo proporcionó un marco sistemático para la teología, permitiendo a los reformadores estructurar y organizar sus propias doctrinas de manera lógica y coherente.
Esto fue particularmente evidente en la formulación de confesiones de fe y catecismos que definían las creencias protestantes. Los reformadores emplearon métodos escolásticos de argumentación y debate para defender sus puntos de vista teológicos y refutar las posiciones sostenidas por la Iglesia Católica. Esta metodología influyó en la creación de escritos polémicos y la presentación sistemática de doctrinas reformadas.
Aunque los reformadores criticaron ciertos aspectos de la lógica aristotélica utilizada por el escolasticismo, aun así incorporaron elementos de razonamiento lógico a su teología. Se utilizó la lógica y la razón para establecer argumentos teológicos y presentar doctrinas de forma clara y coherente. El escolasticismo influyó en la elaboración de teologías sistemáticas dentro del protestantismo. Reformadores como Juan Calvino y Martín Lutero, aunque críticos con ciertos aspectos del escolasticismo, organizaron sistemáticamente sus enseñanzas, creando sistemas teológicos que abordaban diversas cuestiones doctrinales.
A pesar del énfasis de los reformadores en regresar a las Escrituras como fuente primaria de autoridad, utilizaron términos y categorías filosóficas desarrolladas en la tradición escolástica. Estos términos se emplearon para expresar las doctrinas reformadas con mayor precisión y participar en diálogos teológicos de la época. A pesar de las críticas y de una ruptura con ciertos aspectos del escolasticismo, los reformadores se beneficiaron de la estructura intelectual proporcionada por esta tradición. Utilizaron métodos y herramientas del escolasticismo para articular y defender sus propias interpretaciones de la fe, contribuyendo al desarrollo del pensamiento teológico en el contexto de la Reforma Protestante.
Entre las tendencias del pensamiento escolástico propias del ambiente protestante hay que destacar dos: La Ortodoxia Reformada que se refiere a la tradición teológica que floreció en las iglesias reformadas durante los siglos XVI y XVII, tras la Reforma Protestante liderada por figuras como Calvino y Lutero. Este período de consolidación y articulación teológica buscó establecer sistemáticamente las creencias fundamentales de la tradición reformada. En este contexto, se formularon confesiones de fe y catecismos para expresar las doctrinas reformadas de forma clara y sistemática.
Ejemplos notables incluyen la Confesión de Westminster, los Cánones de Dort y el Catecismo de Heidelberg. Estos documentos se convirtieron en normas doctrinales y guías para la enseñanza en las iglesias reformadas. La "ortodoxia reformada" se caracterizó por un enfoque riguroso en la teología dogmática, con el objetivo de sistematizar doctrinas clave de la fe cristiana. Esto incluía la soteriología (doctrina de la salvación), la doctrina de Dios, la cristología, la pneumatología y otras áreas de la teología sistemática. Se puso énfasis en la coherencia y la estructura lógica en la formulación de creencias. Durante este período surgieron debates y controversias teológicas, especialmente en áreas como la predestinación y la relación entre la gracia divina y la responsabilidad humana. Estos debates llevaron a la redacción de documentos como los Cánones de Dort en respuesta a las controversias arminianas. Los teólogos clave de este movimiento incluyen a Theodore Beza, Zacharias Ursinus, Francis Turretin y otros. Cada uno hizo contribuciones significativas al desarrollo y formulación de la teología reformada durante este período. La "ortodoxia reformada" dejó un legado duradero en las iglesias reformadas, influyendo en la teología y la identidad de estas comunidades hasta el día de hoy. Las confesiones y catecismos redactados durante este período siguen siendo importantes para la enseñanza y la predicación en muchas iglesias reformadas.
La ortodoxia luterana, que abarca desde finales del siglo XVI hasta mediados del XVIII, representa una era fundamental dentro del luteranismo, caracterizada por los esfuerzos por sistematizar y definir las doctrinas luteranas en respuesta a los desafíos y controversias teológicas que surgieron después de la muerte de Martín Lutero. Durante este período, los teólogos luteranos emprendieron la tarea de articular y defender las creencias luteranas a través de la lente de la teología sistemática. Un elemento central de este esfuerzo fue la producción de documentos confesionales como la Fórmula de la Concordia. Estos documentos fueron fundamentales para clarificar y unificar las enseñanzas luteranas, particularmente sobre temas controvertidos como la Cena del Señor, la predestinación y el libre albedrío. El discurso teológico durante la ortodoxia luterana estuvo marcado por el compromiso con los métodos escolásticos y el desarrollo de la teología sistemática.
Este énfasis en el rigor académico buscó proporcionar un marco lógico y estructurado para las doctrinas luteranas, mejorando la claridad en la expresión teológica. Una característica notable de la ortodoxia luterana fue la integración de la filosofía aristotélica en las discusiones teológicas. Los teólogos utilizaron conceptos filosóficos para explicar y defender las doctrinas luteranas, lo que resultó en una comprensión más completa de los principios teológicos. En respuesta a los desafíos intelectuales de la época, la ortodoxia luterana fue testigo del establecimiento de instituciones educativas. Se fundaron universidades y escuelas luteranas para formar teólogos y pastores, contribuyendo significativamente a la preservación y transmisión de la teología luterana. En esencia, la ortodoxia luterana jugó un papel crucial en la consolidación y preservación de la teología luterana en medio de los debates teológicos. Este período contribuyó al establecimiento de un marco doctrinal sistemático, instituciones educativas y prácticas litúrgicas, dando forma a la identidad y la teología del luteranismo, que continúa resonando en las expresiones contemporáneas de la tradición luterana.

## Declive y legado
La edad de oro de la segunda escolástica se produjo entre finales del siglo XVI y la primera mitad del siglo XVII; permaneció en gran medida en control de los planes de estudio universitarios en filosofía. La segunda escolástica comenzó a declinar bajo la influencia de los filósofos que escribían en lenguas vernáculas. Estos filósofos no estuvieron completamente libres del impacto del segundo escolasticismo (que de hecho jugó un papel importante para muchos de ellos), pero de todos modos buscaron alternativas al pensamiento aristotélico dominante. Figuras notables como Descartes, Pascal y Locke surgieron como rivales. La segunda escolástica también enfrentó la competencia de enfoques de la ciencia más experimentales y matemáticos, promovidos por la Revolución Científica.
Durante la Ilustración del siglo XVIII, la segunda escolástica permaneció en gran medida latente fuera del imperio español y Portugal. A pesar de esto, escolásticos como Francisco Suárez, Juan de Mariana y Luis de Molina mantuvieron influencia durante un período prolongado. A pesar de su declive, la segunda mitad del siglo XVII y principios del XVIII vieron el surgimiento de autores influyentes que tuvieron un impacto menor en el ámbito católico. A este período contribuyeron Rodrigo de Arriaga, Juan de Sorozábal, Francisco Palanco, Miguel de Elizalde y Diego Avendaño, entre otros. Su impacto no estuvo a la altura de la amplia influencia de los autores escolásticos del siglo XVI y la primera mitad del siglo XVII.
Influenciados por Emmanuel Maignan, filósofos como Jaime Servera y Tomás Vicente Tosca y Mascó intentaron dar un nuevo impulso innovador a la escolástica moderna. Tenían como objetivo sintetizar las obras e ideas de filósofos anteriores como Suárez y Gabriel Vásquez con los nuevos descubrimientos científicos.
En algunas universidades ibéricas, la cultura escolástica moderna persistió con fuerza hasta el siglo XIX, preparando el escenario para el surgimiento del neoescolasticismo en el siglo XIX. A pesar de esto, durante el siglo XVIII, la escolástica moderna enfrentó importantes críticas por parte de eruditos asociados con la dinastía borbónica. El cambio cultural en la cultura intelectual española, pasando de las opiniones conservadoras del segundo escolasticismo a las nuevas ideas de los filósofos franceses y británicos durante la Ilustración, afectó aún más al escolasticismo moderno. Además, se produjo un notable descenso tras la supresión de la Compañía de Jesús en 1767.
La revista Studia Neoaristotelica ha reavivado recientemente el interés por el pensamiento de los escolásticos modernos.